# Jean-Joseph Mestadier
Jean-Joseph Mestadier (né à La Foye-Monjault le 3 mars 1739, mort à Coulon le 18 octobre 1803) est un ecclésiastique qui fut évêque constitutionnel des Deux-Sèvres de 1791 à 1793/1801.

## Biographie
La Constitution civile du clergé avait instauré un diocèse des Deux-Sèvres correspondant au département des Deux-Sèvres et fixé son siège à Saint-Maixent. Le 29 octobre 1790 les électeurs de l'assemblée départementale élise l'abbé Jacques Jallet, curé de Chérigné. Ce dernier hésite à accepter un siège épiscopal d'électeurs laïques puis finalement le refuse le 23 février 1791. Il meurt d'apoplexie à Paris le 14 août suivant. Le 13 mars 1791 une seconde élection désigne Charles Prieur, ancien chanoine de Ménigoute qui accepte puis se ravise et envoie sa démission. Il meurt en 1837 vicaire général de l'évêque d'Angers. 
Le 8 mai l'assemblée se réunit une nouvelle fois et élit au second tour de scrutin le 9 mai, devançant le directeur du collège des Oratoriens de Niort Frigard avec 97 voix sur 193 votants, comme 3e évêque constitutionnel du département des Deux-Sèvres Jean-Joseph Mestadier. Ce dernier né à La Foye-Monjault près de Saint-Jean-d'Angély dans le diocèse de Saintes est curé de Breuilles dans le district de Saint-Jean-d'Angély. Il est sacré le 5 juin à Bordeaux par le métropolitain Pierre Pacareau.  
Dans son diocèse il traque les nobles et les insermentés, sévit contre eux. Il accompagne François-Joseph Westermann en Vendée puis craignant d'être trop compromis, il redouble de zèle montagnard. Il marie ses deux sœurs avec ses vicaires et lui-même accepte sa déprêtrisation et se démet en novembre 1793. Après la Terreur, il tente de récupérer son siège épiscopal et écrit en vain en ce sens à l'abbé Grégoire le 23 juin 1795. Puis il disparaît jusqu'en 1801 quand il fait une dernière tentative avant de se démettre après le Concordat de 1801. Il s'était retiré à Coulon près de Niort où il exerçait le métier d'avocat et celui de maître d'école puis meurt en 1803 sans s'être repenti. L'éphémère diocèse des Deux-Sèvres disparaît avec lui.